# Tieremu
Tieremu (kinesiska: 铁热木) är en köping i Kina. Den ligger i den autonoma regionen Xinjiang, i den nordvästra delen av landet, omkring 1 000 kilometer sydväst om regionhuvudstaden Ürümqi. Antalet invånare är 18 971. Befolkningen består av 9 417 kvinnor och 9 554 män. Barn under 15 år utgör 23,0 %, vuxna 15-64 år 70 %, och äldre över 65 år 6,0 %.
Runt Tieremu är det ganska glesbefolkat, med 48 invånare per kvadratkilometer. Tieremu är det största samhället i trakten. Trakten runt Tieremu är ofruktbar med lite eller ingen växtlighet.
Genomsnittlig årsnederbörd är 113 millimeter. Den regnigaste månaden är maj, med i genomsnitt 22 mm nederbörd, och den torraste är januari, med 2 mm nederbörd.